# 창원 정암사 아미타불회도 및 초본
창원 정암사 아미타불회도 및 초본(昌原 淨岩寺 阿彌陀佛會圖 및 草本)은 대한민국 경상남도 창원시 진해구 경화동 정암사에 있는 아미타불회도이다. 2005년 10월 13일 경상남도의 유형문화재 제434호 진해 정암사 아미타후불탱 및 초본으로 지정되었다가, 이후 현재의 명칭으로 변경되었다.

## 개요
이 불화는 묵서화기(墨書畵記)에 의해 1905년 범어사 청련암에서 금어(金魚) 대인에 의해 제작되어 성주사에 봉안되었다가 진해 포교당이 신축되면서 정암사 대웅전에 봉안되었다. 화면의 중앙에 아미타여래가 결가부좌하였고, 좌우로 유희좌(遊戱坐)를 취한 관음보살과 대세지보살이 앉아 있으며, 아미타여래의 두광 좌우로 아난(阿難)과 가섭(迦葉), 그리고 2위의 나한상(羅漢像)이 서 있다. 그리고 화면의 상단 좌우측에 6위의 보살이 3위씩 구름을 타고 내영(來迎)하고 있다.
중앙의 아미타여래는 왼손은 1지와 3지를 맞대어 복부 앞에 놓고 오른손은 손가락을 편 채 오른쪽 무릎 위에 가지런히 올려놓아 변형된 강마촉지인(降魔觸地印)을 취하였고 연화좌(蓮華坐) 위에 앉아 있다. 원형의 두광과 신광을 표현하였고 두광의 윗부분에서 방광이 포물선을 그리며 좌우로 뻗어가고 있다. 어깨가 넓고 무릎 너비가 알맞아 신체가 균형적이고, 육신색은 백색을 바르고 그 위에 주색을 약간 발라 표현하였으며, 육신선은 먹선 위에 옅은 주색선을 그어 나타내었다.
본 작품은 근대작품이기는 하나 구도가 안정적이고 초본이 함께 전해지고 있어 더욱 작품성이 인정된다.

## 지정 사유
안정적인 구도와 작품성이 인정되며, 제작시기·제작자·원래의 봉안처를 알 수 있고, 초본과 함께 전해지고 있으므로 도 유형문화재로 지정한다.

## 참고 문헌
- 창원 정암사 아미타불회도 및 초본 - 국가유산청 국가유산포털